# 列勵達
列勵達（1959年6月27日—），加拿大政治人物，1991年至2020年間以卑詩自由黨黨員身份擔任卑詩省議會議員，先後代表列治文東選區（1991年-2017年）和列治文南中選區（2017年-2020年）。她曾於自由黨執政期間在省長金寶爾和簡蕙芝內閣中擔任數項廳長職務，並曾於2013年-17年間出任卑詩省議會議長。

## 背景
列勵達於卑詩省溫哥華出生，1982年從卑詩大學取得教育學士學位，後於該校進修教育、語言習得和公共管理，1987年取得碩士學位。她從政前曾於列治文校區任職語言治療師、教師和學校行政員。她於1997年與謝爾登·弗里森（Sheldon Friesen）結婚，兩人育有一子一女。

## 從政
她於1991年省選代表卑詩自由黨競逐列治文東選區議席並告當選，首度晉身省議會，並於1996年、2001年、2005年、2009年和2013年省選在該選區連任。自由黨在野期間，她出任官方反對黨評議員，負責兒童及家庭、衛生、律政、城鎮事務、和科研等議題，並曾任該黨黨團主席。她於1993年競選自由黨黨魁，排名第四而告落敗。
自由黨贏取2001年省選後上台執政，列勵達於同年6月獲省長金寶爾任命為早期兒童發展省務廳長；該職銜於2005年6月改為兒童護理省務廳長。她任內見證卑詩省從2001年-05年間新增六千個兒童護理名額，並於2002年宣布設立卑詩省早期兒童發展基金，協助社區組織營辦項目支援六歲以下兒童。2007年她統籌向省內低收入家庭免費派發加高座椅，以配合省府立法規定體重介乎20-40磅的兒童需在汽車內使用該項設備。然而該項目只安排自由黨省議員參與發放，未有包括在野新民主黨省議員，惹來新民主黨詬病；列勵達就此表示居於新民主黨選區的家庭亦獲發加高座椅。
列勵達於2009年省選連任後出任省議會副議長，2013年省選後則任職省議會議長。傳媒於2014年發現她申報12萬元開支，當中包括斥資4萬8千元提升議長辦公桌設備。另外她在丈夫陪同下前往南非參與英聯邦議會大會時，亦申報開銷丈夫的商務艙機票。她因此面臨非議，最終承諾退回機票所值的5千5百元。
列治文東選區於2017年省選前解散重組，列勵達於新設的列治文南中選區擊敗新民主黨候選人區澤光連任省議員。自由黨只贏取省議會87個議席中的43席，無法繼續以多數政府姿態執政。在此懸峙議會局面下，省長簡蕙芝於同年6月組閣，委派列勵達出任專上教育廳長。持有41席的新民主黨與持有3席的綠黨達成合作協議，並於同年6月29日在省議會向自由黨政府提出不信任動議。動議以44-42票通過，自由黨遂失去執政權，列勵達的廳長任期亦隨著新民主黨少數政府於同年7月就任而終結。她從同年9月至2019年2月出任省議會助理副議長。
2019年10月，她宣布不會在下屆省選競逐連任。她於2020年11月省議員任期屆滿時卸任，為卑詩省在任最久的女性省議員。

## 外部連結
- （英文）卑詩省議會網站 列勵達議員簡介 （页面存档备份，存于）